# Ketildyngja
Ketildyngja är en kulle i republiken Island. Den ligger i regionen Norðurland eystra, 280 km nordost om huvudstaden Reykjavík. Toppen på Ketildyngja är 834 meter över havet, eller 82 meter över den omgivande terrängen. Bredden vid basen är 1,6 km.
Trakten runt Ketildyngja är nära nog obefolkad, med mindre än två invånare per kvadratkilometer. Det finns inga samhällen i närheten. Trakten runt Ketildyngja består i huvudsak av gräsmarker.